# Sebastian Mattsson
Peter Sebastian Mattsson, född 8 april 1987 är en svensk författare och journalist.

## Biografi
Sebastian Mattsson växte upp i Ödsmål. Han flyttade till Stockholm och studerade journalistik på Journalisthögskolan. 
Under sin journalistexamen hade Mattsson praktik på Expressen, där han senare kom att arbeta i åtta år. 2025 arbetar Sebastian Mattsson som reporter på Svensk Damtidning. Sebastian Mattsson gjorde författardebut 2020 med boken Balladen om Kalle Klick som gavs ut på förlaget IT-LIT. År 2022 släppte Mattsson boken Kungen av content på samma förlag. En tredje roman väntas släppas 2025, Fäderna och sönerna. 
Sebastian Mattsson driver podcasten Bakom Ryggen på Under produktion. Han har även podcasten Du, Kungen! ihop med Natalie Mourad som ges ut av Svensk Damtidning.